# Vestalis gracilis
Espèce
Statut de conservation UICN

 LC  : Préoccupation mineure
Vestalis gracilis est une espèce d'insectes de l'ordre des odonates (libellules), du sous-ordre des Zygoptera (demoiselles), de la famille des Calopterygidae et du genre Vestalis.

## Répartition
Vestalis gracilis se rencontre dans l'Est de l'Asie depuis l'Inde, jusqu'en Malaisie,,, en passant par  le Sri Lanka, le Népal,, le Bangladesh, la Birmanie,, les Îles Nicobar (Inde) et les Îles Andaman (Inde), la Thaïlande, le Cambodge, le Laos, le Vietnam,, et Singapour

## Habitat
Vestalis gracilis apprécie les petits points d'eau et les petits ruisseaux rocheux à l'intérieur des forêts.

## Description
Vestalis gracilis est une demoiselle dont le corps mesure environ 62 mm chez le mâle et 61 mm chez la femelle pour une envergure de 37 mm chez le mâle et de 41 mm chez la femelle. Elle est de grande taille, très grêle avec un abdomen très long.

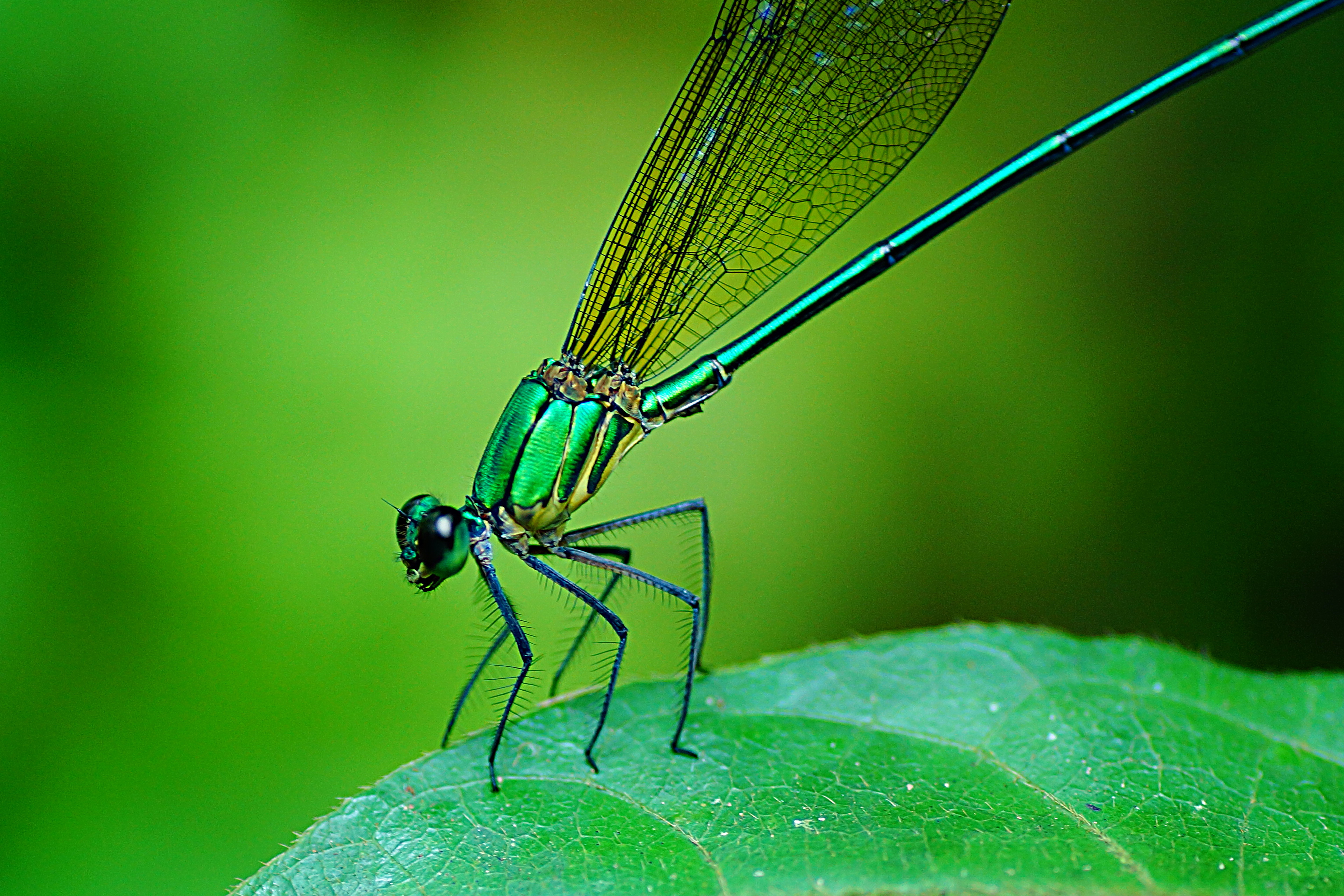
Détail du synthorax.

Le synthorax du mâle et de la femelle est vert métallique un peu mat avec des bandes jaunes distinctes sur les côtés. Le rhinarium, une raie sur le front, les premiers et seconds articles des antennes, le dessous du thorax, les sutures humérales et latérales ainsi que les bords de l'abdomen sont jaune pâle.

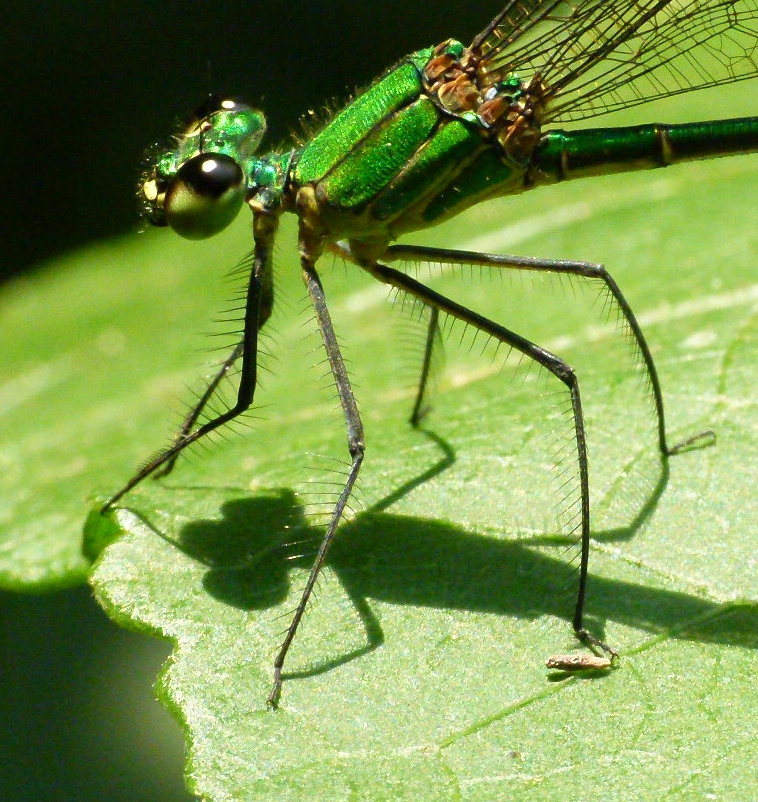
Détails des pattes.

Les ailes sont hyalines, sans ptérostigma, et plus sombres vers les extrémités.
Vestalis gracilis ne présente pas de tubercules sur la partie postérieure de la tête.

### Description du mâle

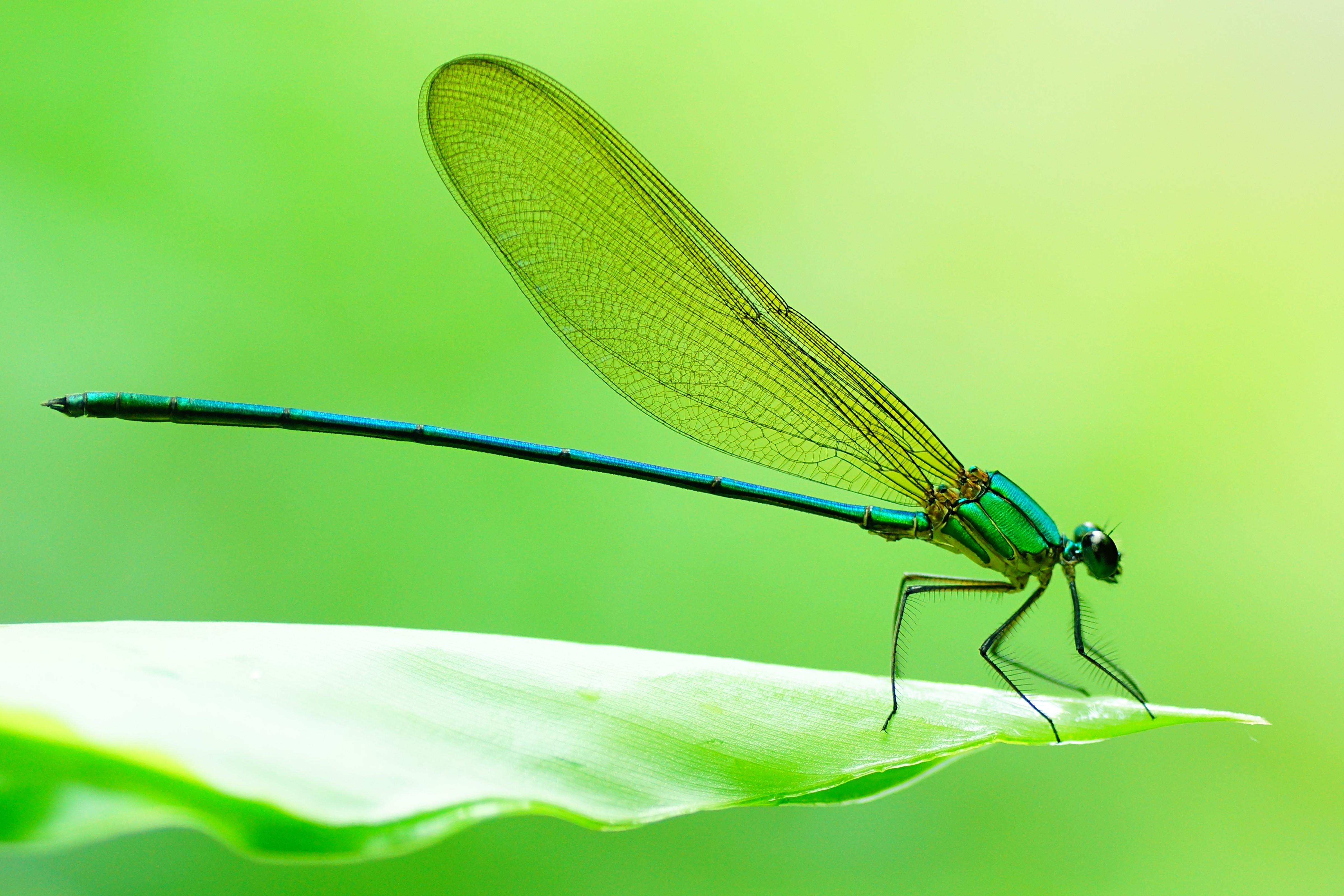
Vestalis gracilis ♂ (Inde).

Les yeux sont marron foncé sur le dessus et verdâtres sur le dessous.
Le thorax est vert émeraude irisé au-dessus et jaunâtre dessous.
Les pattes sont marron clair à marron foncé.
Les ailes sont hyalines, sans ptérostigma, avec des éclats bleus.
L'abdomen est vert irisé ou bleu sur le dessus et noir en dessous. Il est particulièrement grêle chez le mâle. Les appendices anaux supérieurs sont dilatés en dedans, tronqués, et un peu échancrés à leur extrémité.

### Description de la femelle

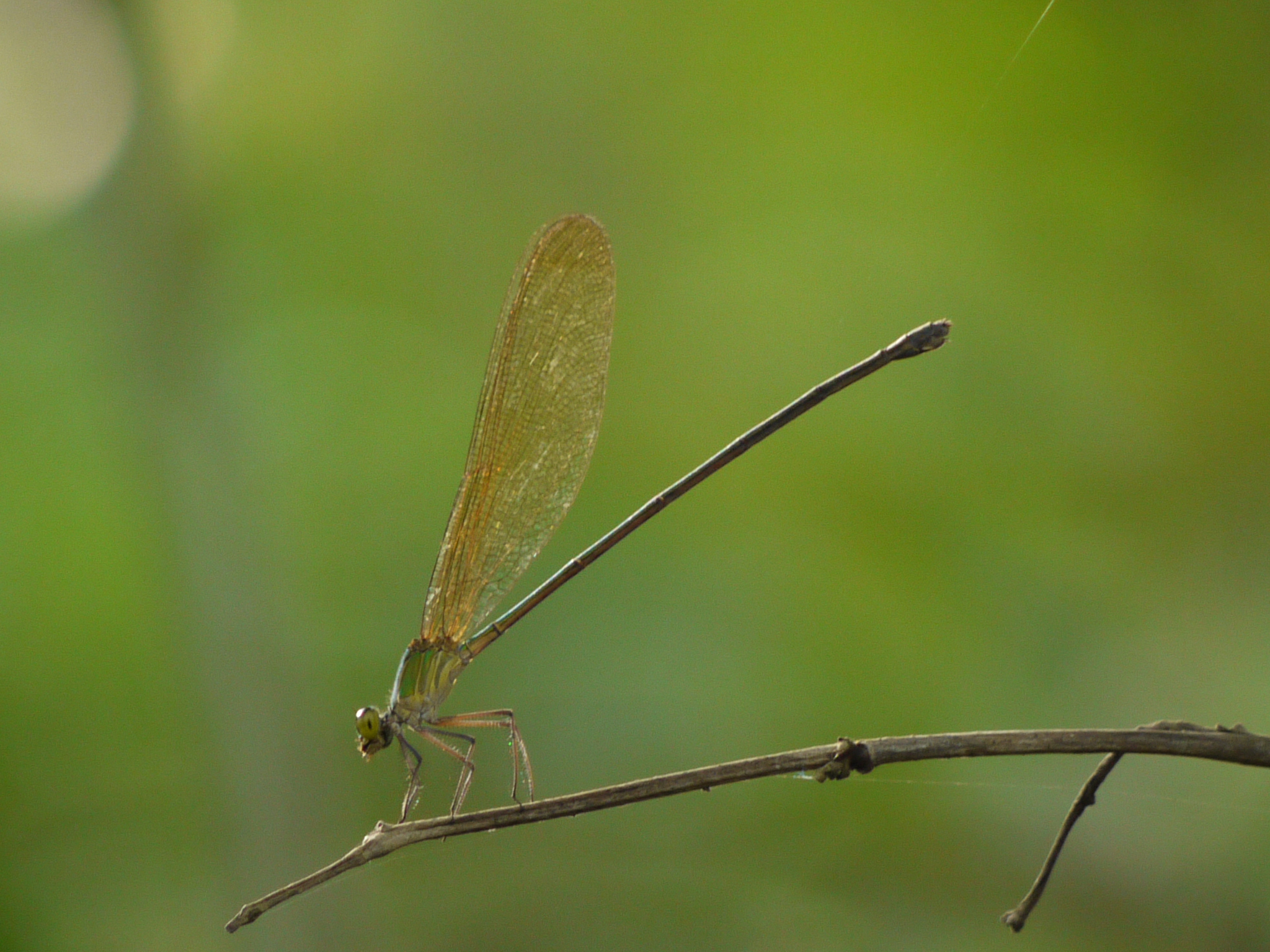
Vestalis gracilis ♀ (Inde).

La femelle ressemble au mâle pour ce qui concerne la couleur et les marques. Cependant, l'abdomen est plus terne. Le dernier segment de l'abdomen de la femelle présente sur le bord postérieur une pointe supérieure et une autre de chaque côté,.

## Systématique
L'espèce Vestalis gracilis a été décrite par l'entomologiste français Pierre Rambur en 1842 sous le protonyme Calopteryx gracilis.

### Publication originale
- Rambur, P. 1842. Histoire naturelle des Insectes. Névroptères. Librairie Encyclopédique de Roret, Paris, 529 pages [224].

### Sous-espèces
- Vestalis gracilis gracilis (Rambur, 1842)[1]
- Vestalis gracilis montana (Fraser, 1929)[1]

### Synonymes
- Calopteryx gracilis Rambur, 1842 (protonyme)[1]
- Vestalis apicalis submontana Fraser, 1934[1]

### Espèces proches
Vestalis gracilis est assez semblable à Vestalis submontana et à Vestalis apicalis.

## Galerie

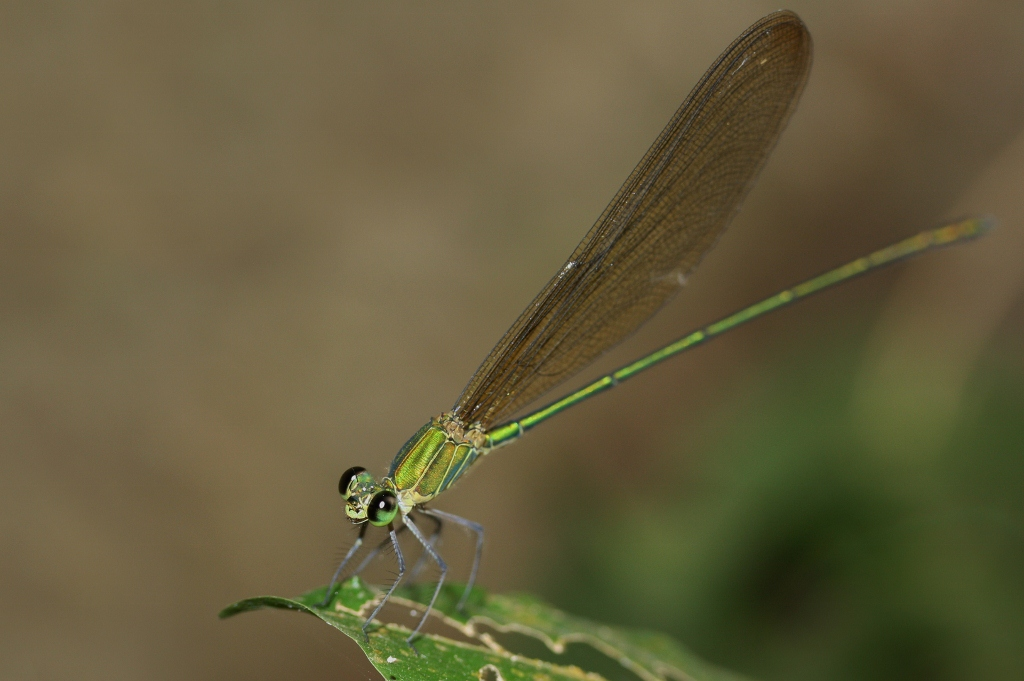
A proximité d'Angkor, Cambodge
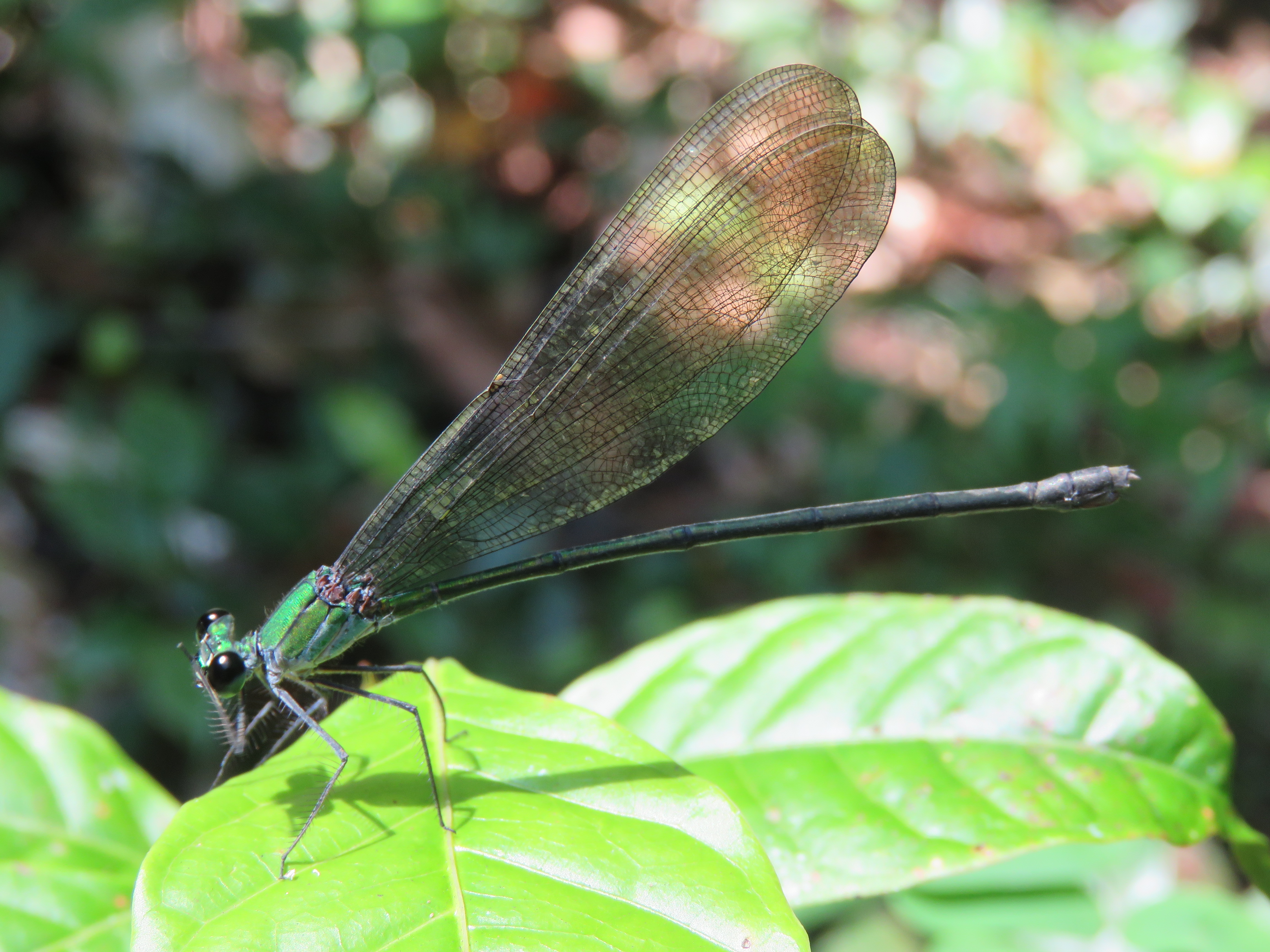
Kannavam, Inde
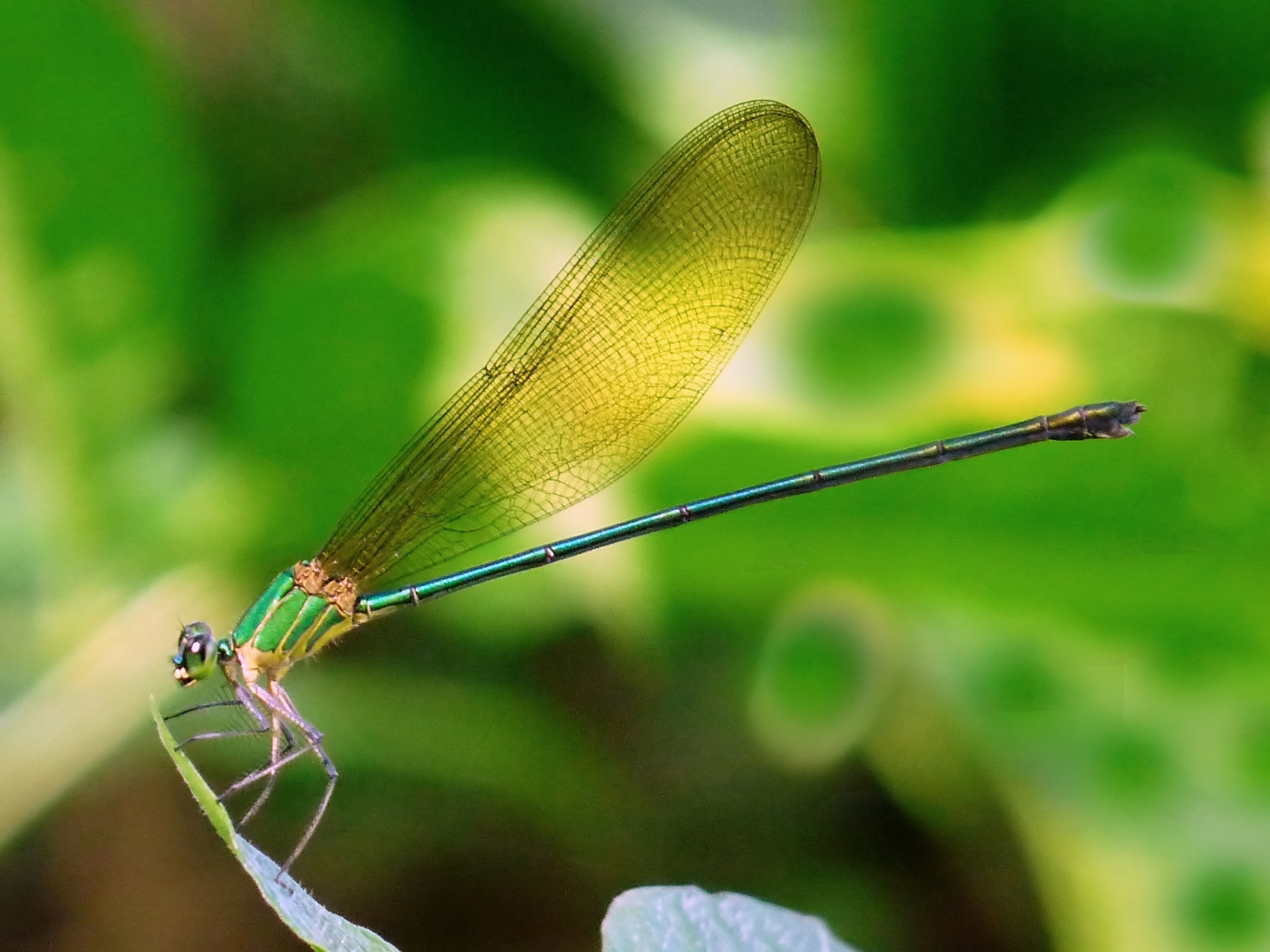
Kadavoor, Inde
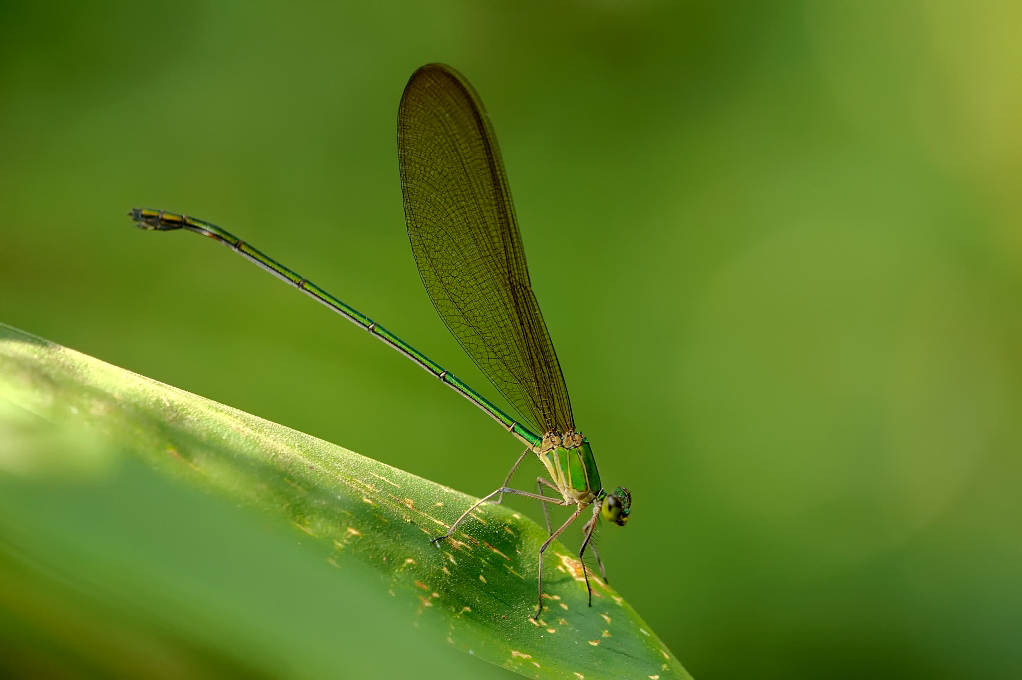
Vientiane, Laos